# Campionati dei piccoli stati d'Europa di atletica leggera
I Campionati dei piccoli stati d'Europa (in inglese: Championships of the Small States of Europe (CSSE)) sono una manifestazione biennale di atletica leggera, promossa dall'Athletic Association of Small States of Europe (AASSE), inaugurata nel 2016 e che ha luogo negli anni pari, alternandosi ai Giochi dei piccoli stati d'Europa.

## Nascita
L'idea di creare una manifestazione di atletica leggera che fosse esclusiva per i piccoli stati europei sorse tra il presidente dell'AASSE Edwin Attard e Hansjörg Wirz, presidente dell'European Athletic Association. La necessità nacque poiché i Campionati europei a squadre, manifestazione a cui l'AASSE inviava una squadra combinata di atleti provenienti dai piccoli stati, dal 2015 avrebbero cambiato la propria cadenza passando da evento annuale ad evento biennale. In questo modo, essendo gli anni dispari gli stessi dei Giochi dei piccoli stati d'Europa, si sarebbe creato un vuoto all'interno del calendario sportivo. Inoltre, la continuità delle competizioni avrebbe permesso alle piccole delegazioni nazionali di poter spingere i propri atleti a raggiungere standard più alti per potersi qualificare a manifestazioni maggiori come gli Europei o i Giochi olimpici estivi.

## Paesi partecipanti
Ai campionati partecipano oltre ai 10 stati membri dell'AASSE, anche delegazioni di paesi con un'estensione maggiore provenienti dalle regioni del Caucaso e dei Balcani. 

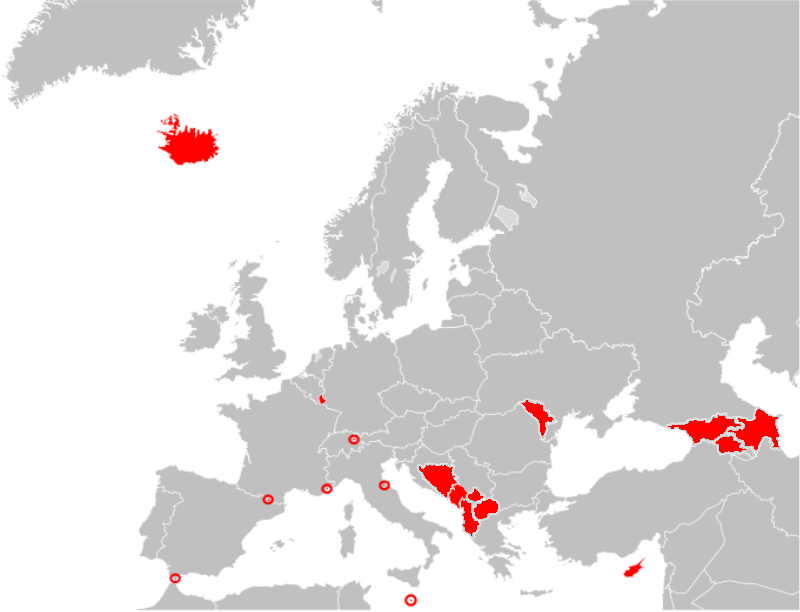
Paesi partecipanti ai CSSA

- Albania
- Andorra
- Armenia
- Azerbaigian
- Bosnia ed Erzegovina
- Cipro
- Georgia
- Gibilterra
- Islanda
- Kosovo
- Liechtenstein
- Lussemburgo
- Macedonia del Nord
- Malta
- Moldavia
- Monaco
- Montenegro
- San Marino

## Edizioni
| Anno | Edizione | Date      | Sede       | Nº paesi | Eventi | Note  |
| ---- | -------- | --------- | ---------- | -------- | ------ | ----- |
| 2016 | I        | 11 giugno | Marsa      | 18       | 22     | [ 1 ] |
| 2018 | II       | 9 giugno  | Schaan     | 18       | 22     | [ 2 ] |
| 2021 | III      | 5 giugno  | Serravalle | 16       | 22     | [ 4 ] |
| 2022 | IV       | 11 giugno | Marsa      | 16       | 22     | [ 5 ] |
| 2024 | V        | 22 giugno | Gibilterra | 16       | 29     | [ 6 ] |